# Acalypha gummifera
Acalypha gummifera är en törelväxtart som beskrevs av Cyrus Longworth Lundell. Acalypha gummifera ingår i släktet akalyfor, och familjen törelväxter. Inga underarter finns listade i Catalogue of Life.